# Gruppe Puhit

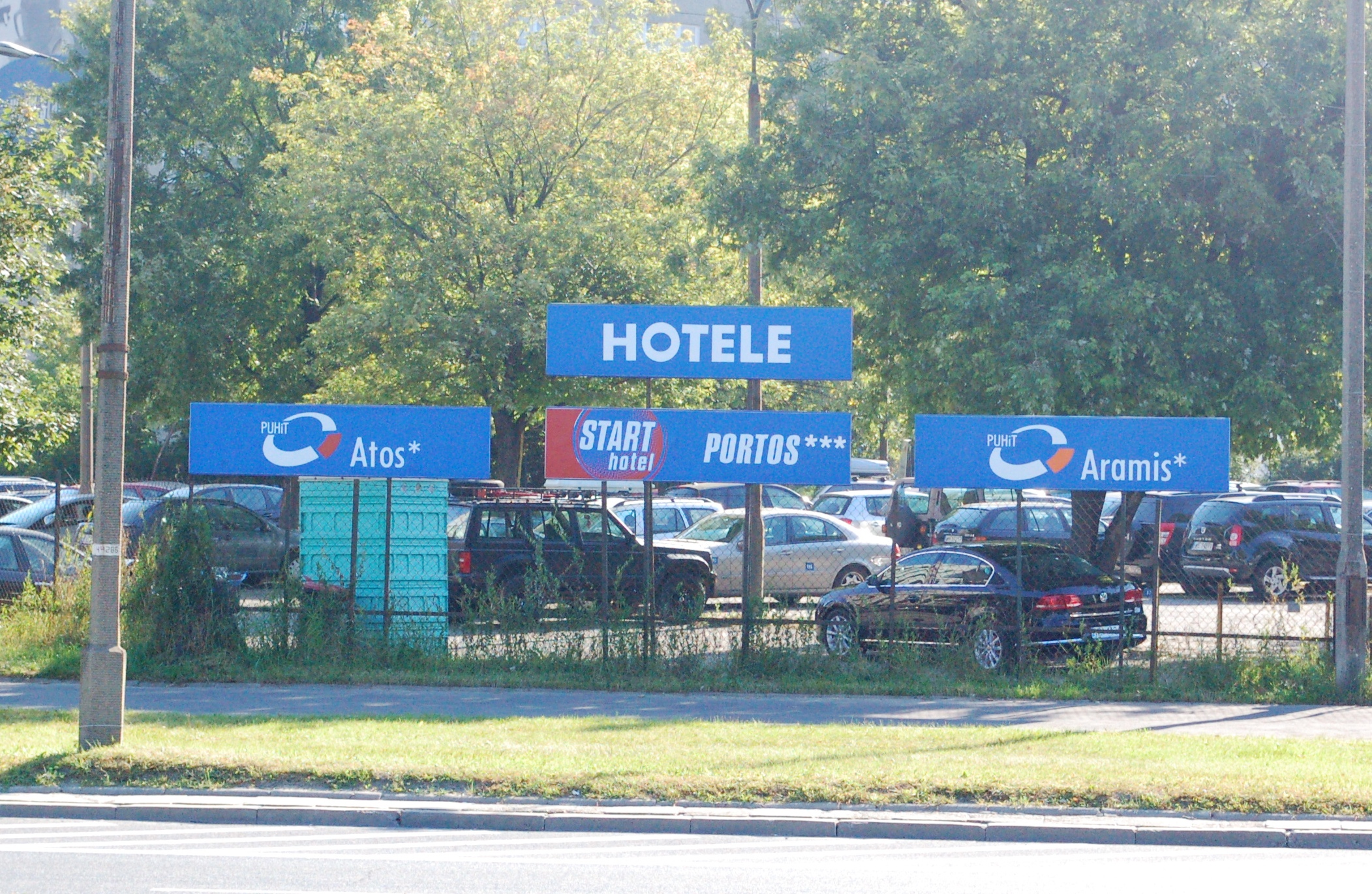
Der Parkplatz von drei beieinanderliegenden Hotels der Gruppe in Warschau-Mokotów

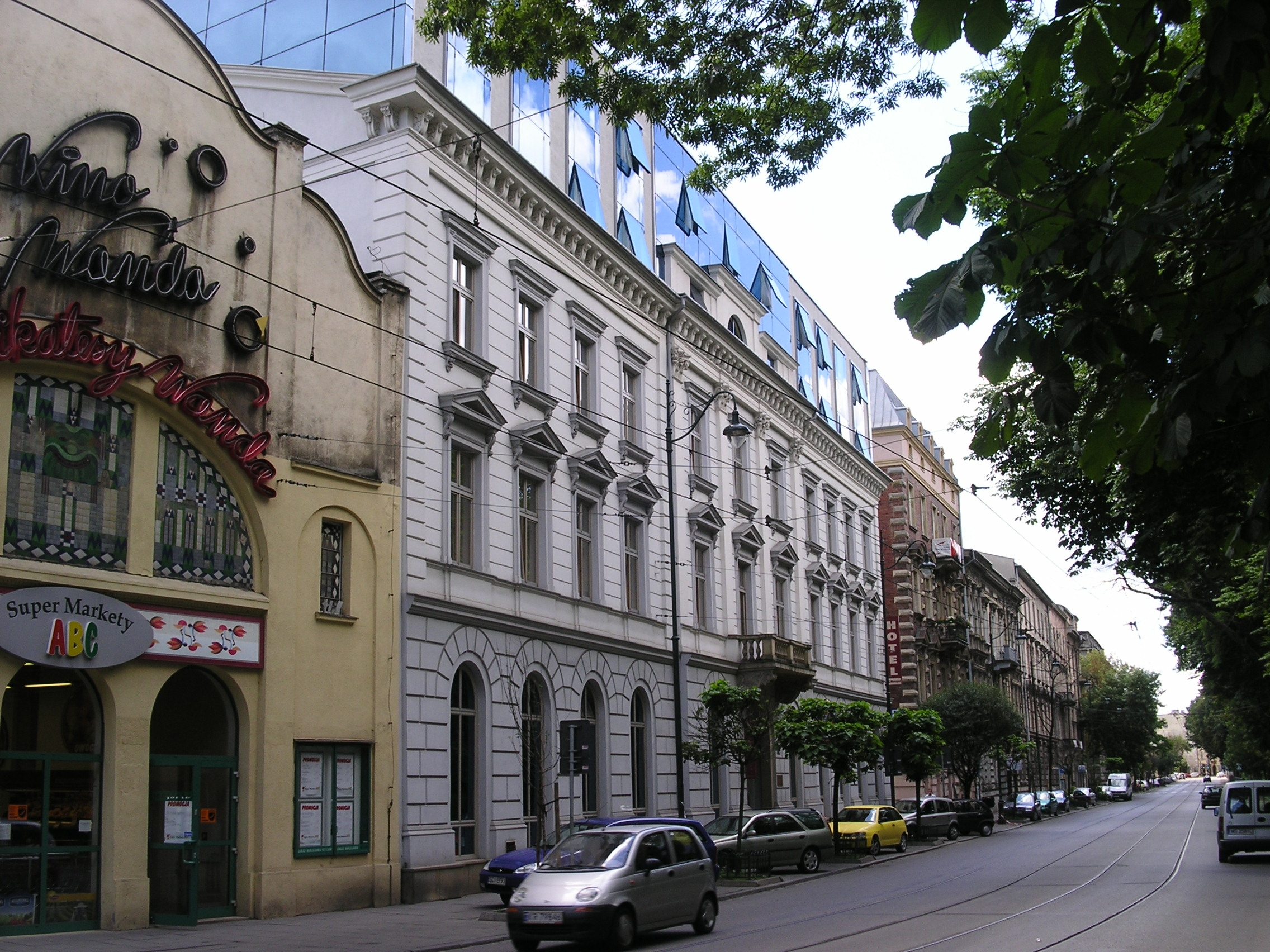
Das historische Monopol-Hotel in Krakau, welches im Jahr 2008 von PUHiT übernommen wurde

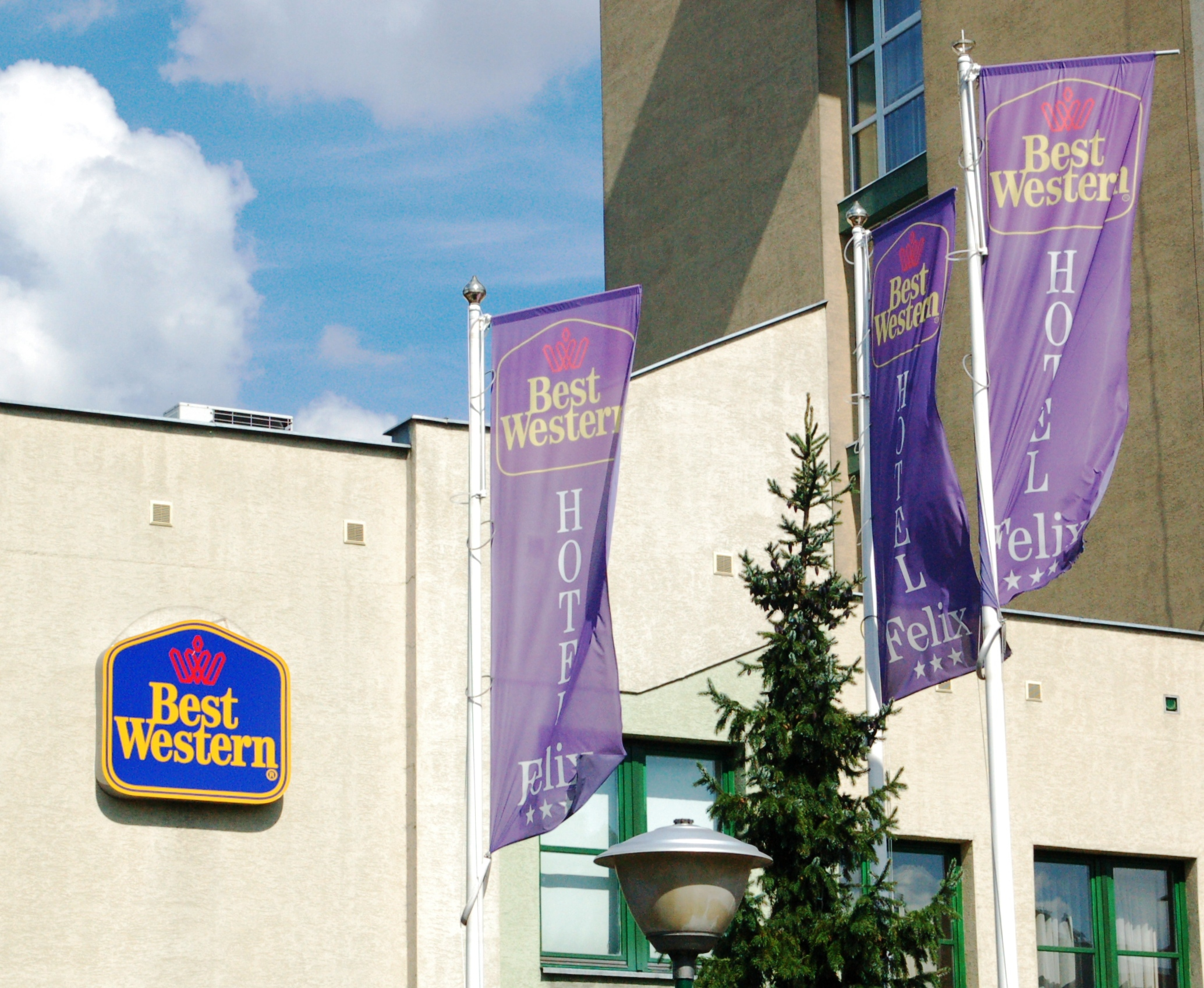
Das Warschauer Felix-Hotel, seit 2011 unter der Marke Best Western betrieben

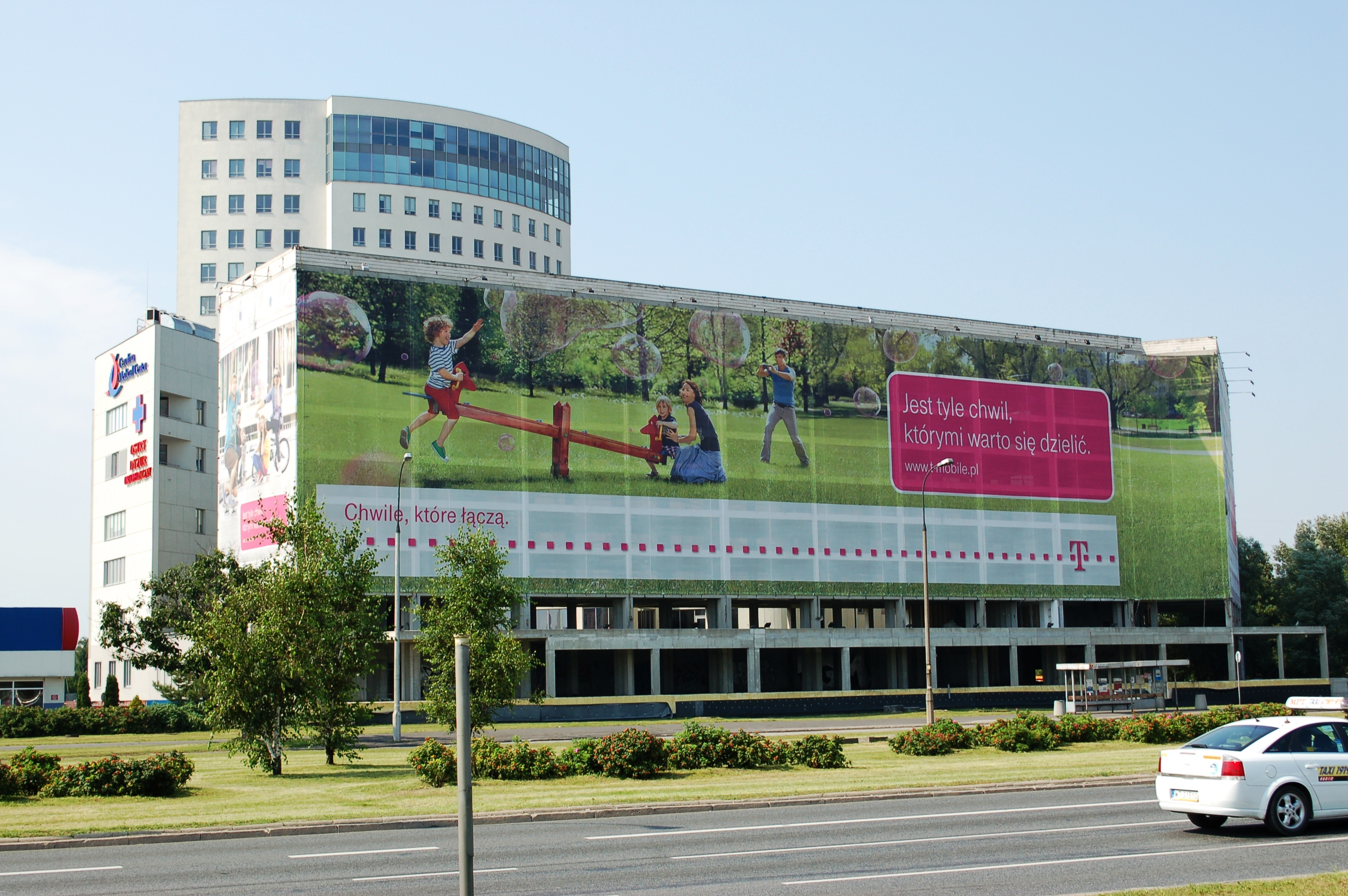
Bauunterbrechung beim geplanten 4 Sterne-Hotel in Warschau im Sommer 2011

Die PUHiT S.A. (Spółka Akcyjna = Aktiengesellschaft) ist ein Warschauer Hotelunternehmen, dass in Polen Hotels, Hostels und Konferenzzentren unter verschiedenen Marken betreibt. Hauptsächlich wird – seit ihrer Einführung im Jahr 2004 – die Marke START verwendet, die heute mit 36 angeschlossenen Häusern zu den führenden Hotelmarken des Landes gehört. In Warschau und Krakau gehört das Unternehmen selbst zu den größten Hoteleigentümern von Mittelklasse- und Economic-Hotels.

## Geschichte
Das Unternehmen entstand als PUHiT Sp. z o.o. (GmbH) im Jahr 1997 infolge der Privatisierung einer staatlichen Immobiliengruppe, welche sogenannte „Arbeiterhotels“ (polnisch: Hotel robotnicze) im Raum Warschau betrieb. Dieses Vorgängerunternehmen entstand in den 1960er Jahren. Seit dem 25. März 2007 firmiert das Unternehmen als Aktiengesellschaft. Gesellschafter des Unternehmens sind zum überwiegenden Teil Angestellte.

### Expansion
Im August 2008 übernahm PUHiT drei größere Krakauer Hotels und renovierte sie in Folge. Heute werden diese Hotels mit 3 Sternen kategorisiert. Mit dem Einstieg in den Krakauer Hotelmarkt eröffnete PUHiT die Entwicklung zu einem nationalen Hotel- und Veranstaltungsdienstleister. Bereits kurz vor der Übernahme hatte PUHiT angekündigt, seine Kette START bis Ende 2010 auf 150 Häuser vergrößern zu wollen. Im Dezember 2009 gab der polnische Tankstellenbetreiber Lotus Paliwa bekannt, dass PUHiT sechs zu errichtende Hotels an neuen Rastplätzen der Autobahnen A2 und A4 unter der Marke START betreiben wird.
Im Februar 2010 kündigte das Unternehmen den Neubau eines 4-Sterne-Hotels in Warschau an. Das neue Gebäude, das auch einen Konferenzbereich erhalten soll, ist auf rund 200 Zimmer ausgelegt und soll unter einer internationalen Marke betrieben werden.

### Best Western
Am 1. März 2011 wurde das Hotel Felix im Warschauer Stadtteil Praga in ein Best-Western-Hotel umfirmiert. Es ist das erste Hotel in Warschau unter dieser Marke. Das Hotel verfügt nach einer Renovierung über 227 Zimmer und drei Konferenzräume. Ab September 2011 wird auch das Hotel Portos (ebenfalls nach Renovierung ein 3-Sterne-Hotel) unter der Best Western-Marke geführt. Dieses Hotel verfügt über 225 Zimmer und 2 Konferenzräume.

## Heute
PUHiT betreibt heute 10 eigene Häuer in Warschau und Krakau mit einer Gesamtkapazität von 4.000 Betten. Diese Hotels werden in verschiedenen Kategorien und unter unterschiedlichen Marken geführt. Daneben betreibt das Unternehmen die Hotelmarke START, der heute eine Kette von 36 Hotels (darunter zwei eigene Immobilien) in ganz Polen angeschlossen ist und die zum Teil auch selbst betrieben werden. Mit dieser Marke werden Geschäftsleute aus kleinen und mittleren Unternehmen angesprochen.
Die beiden Warschauer Konferenzzentren sind das Promenada (am Stausee Zalew Zegrzyński) und Galeria na Kole in Warschau-Wola. Außerdem werden acht Warschauer Büroimmobilien mit einer Gesamtfläche von 20.000 Quadratmetern verwaltet. In Krakau gehören die 3-Sterne-Hotels Monopol, RT Galicya und RT Regent dem Unternehmen.

### Mitgliedschaften
PUHiT ist Mitglied in verschiedenen Organisationen, wie
- der Abteilung der Polnischen Kammer für Touristik in Masowien,
- der Wirtschaftskammer des Polnischen Hotelverbandes,
- der Polnischen Kammer für Touristik sowie
- des Polnischen Hotelverbandes.